# Alex Howes
Alex Howes (Golden, Colorado, 1 de enero de 1988) es un ciclista estadounidense que fue profesional entre 2011 y 2022.
Sus máximos lauros son haber sido campeón de Estados Unidos en ruta en categoría sub-23 y tercero en categoría élite.

## Biografía
Alentado por su padre, comenzó a practicar ciclismo donde en principio alternó la ruta con el ciclocrós. En 2004 fue 2.º en el campeonato estadounidense en ruta y 3.º en ciclocrós. Los buenos resultados llevaron a que Jonathan Vaughters lo fichara para el equipo 5280-Subaru, formación de desarrollo juvenil del equipo TIAA-CREF, predecesor del Garmin.
En 2007, debutó como profesional cuando el equipo TIAA-CREF dio el salto a la categoría Profesional Continental pasándose a llamar Team Slipstream y Vaughters ascendió desde el 5280 a corredores como Howes y Peter Stetina. El equipo comenzó a competir en Europa y Howes debutó en carreras como Châteauroux, el Tour de Limousin y sobre todo el Gran Premio de Plouay (carrera del UCI ProTour) donde tuvo una destacada actuación formando la fuga del día. El equipo tenía aspiración de llegar a disputar el Tour de Francia y el salto a una categoría tan exigente a tan corta edad, decidieron a Vaughters a no apresurarlo y buscarle otro equipo para 2008. Así fue que Howes recaló en 2008 en el equipo amateur francés VC La Pomme Marseille.
Luego de un año compitiendo en Francia regresó en 2009 cuando Vaughters creó su propio equipo sub-23 de reserva, llamado Holowesko-Felt-Garmin. A finales de julio se coronó campeón de Estados Unidos en ruta en categoría sub-23 y un mes fue 4.º en el Tour de Utah, donde además ganó la 4.ª etapa con final en la estación de esquí de Snowbird Lodge y fue el mejor ciclista joven. A finales de la temporada 2009, pasó como stagiaire (aprendiz a prueba) a la formación principal, el Garmin-Slipstream y formó parte del equipo en el Herald Sun Tour (Australia).
En septiembre fue seleccionado por Estados Unidos para participar del campeonato del mundo sub-23 disputado en Mendrisio, abandonando la carrera en línea.
Luego del pasaje como aprendiz en el Garmin, en 2010 regresó al equipo de formación y fue segundo en el campeonato de Estados Unidos en ruta en categoría sub-23 y participó de nuevo por su selección en el campeonato del mundo sub-23 en Geelong donde quedó 64.º en la prueba en línea.
En 2011, el equipo reserva del Garmin pasó a ser de categoría continental con el nombre de Chipotle Development Team, con lo cual amplió su calendario corriendo carreras de mayor categoría como el Tour de Langkawi y la Vuelta a Portugal, así como el Tour de Beauce en Canadá, donde finalizó muy cerca del podio, en la cuarta colocación.
En 2012, Jonathan Vaughters lo ascendió al principal equipo, llamado en ese entonces Garmin-Barracuda, firmando un contrato de dos años. A principio de temporada Howes fue una de las sorpresas del equipo con un sexto puesto en la Flecha Brabanzona y pocos días después, en su primera Amstel Gold Race estuvo escapado durante 200 kilómetros antes de que los favoritos le cazaran. El progreso de Howes se vio interrumpido en julio cuando se fracturó la clavícula en un entrenamiento. En septiembre fue uno de los 9 seleccionados por el equipo nacional de Estados Unidos de cara a la carrera en línea de los campeonatos del mundo disputado en Valkenburg, donde finalizó en 64.ª posición.
En 2013, luego de correr el Tour de Polonia donde finalizó 15.º, participó de su primera gran vuelta cuando hizo parte del equipo en la Vuelta a España. Pocos días después nuevamente fue seleccionado por su selección para participar del campeonato mundial de Florencia. En una carrera en la que sólo llegaron 60 de los más de 200 inscritos, Howes fue el mejor del equipo estadounidense ubicándose en el puesto 31.º.
En mayo de 2014, en el campeonato estadounidense en ruta finalizó en la tercera posición.

## Palmarés
2014
- 3.º en Campeonato de Estados Unidos en Ruta
- 1 etapa del USA Pro Cycling Challenge

2016
- 2.º en Campeonato de Estados Unidos en Ruta

2017
- 2 etapas de la Cascade Cycling Classic
- 1 etapa del Colorado Classic
- 1 etapa del Tour de Alberta

2019
- Campeonato de Estados Unidos en Ruta

## Resultados en Grandes Vueltas y Campeonatos del Mundo
| Carrera         | Carrera         | 2007 | 2008 | 2009 | 2010 | 2011 | 2012 | 2013 | 2014  | 2015  | 2016  | 2017  | 2018 | 2019 | 2020 | 2021 | 2022 |
| --------------- | --------------- | ---- | ---- | ---- | ---- | ---- | ---- | ---- | ----- | ----- | ----- | ----- | ---- | ---- | ---- | ---- | ---- |
|                 | Giro de Italia  | —    | —    | —    | —    | —    | —    | —    | —     | —     | —     | 136.º | —    | —    | —    | —    | —    |
|                 | Tour de Francia | —    | —    | —    | —    | —    | —    | —    | 127.º | —     | 131.º | —     | —    | —    | —    | —    | —    |
|                 | Vuelta a España | —    | —    | —    | —    | —    | —    | 93.º | —     | 129.º | —     | —     | —    | —    | —    | —    | —    |
| Mundial en Ruta | Mundial en Ruta | —    | —    | —    | —    | —    | 64.º | 31.º | 30.º  | 12.º  | —     | 53.º  | —    | Ab.  | —    | —    | —    |

—: no participa

Ab.: abandono

## Equipos
- Team Slipstream (2007)
- Garmin-Chipotle (2009)[20]
- Chipotle Development Team (2011)
- Garmin/Cannondale/EF (2012-2022)[1]
  - Garmin-Barracuda (2012)[21]
  - Garmin Sharp (2012-2014)
  - Team Cannondale-Garmin (2015)
  - Cannondale Pro Cycling Team (2016)
  - Cannondale-Drapac Pro Cycling Team (2016-2017)
  - EF Education First-Drapac (2018)
  - EF Education First Pro Cycling Team (2019)
  - EF Pro Cycling (2020)
  - EF Education-NIPPO (2021)
  - EF Education-EasyPost (2022)